# Diego Naranjo Escobar
Diego Alberto Naranjo Escobar (Belén de Umbría, 10 de enero de 1964) es un político y economista colombiano, que se desempeñó como miembro de la Cámara de Representantes de ese país en representación del Departamento de Risaralda. 

## Biografía
Nacido en Belén de Umbría cuando aún era parte del departamento de Caldas, estudió economía en la Universidad Libre, en Pereira, donde también obtuvo un diplomado en Servicios Públicos, y se especializó en Gestión Pública en la Escuela Superior de Administración Pública.
Comenzó su carrera política en su población natal, de la cual fue Secretario Municipal de Desarrollo Comunitario entre 1998 y 1999; después fue Gerente de la Empresa Pública Municipal entre 1999 y 2000. En 2001 resultó elegido alcalde de ese municipio, extendiendo su mandato hasta 2003. Fue presidente de la Asociación de Municipios del Valle de Umbría.
En 2006 resultó elegido Representante a la Cámara por Risaralda, con el aval del Partido Conservador, ocupando el escaño hasta 2014. En el período 2014-2018 fue suplente del Representante Mauricio Salazar Peláez. En febrero de 2018, la Corte Suprema de Justicia le abrió una indagatoria preliminar por presuntamente haber recibido cargos políticos y contratos para sus amigos y familiares de parte del gobierno de Juan Manuel Santos, a cambio de votar a favor de proyectos claves de ese gobierno. En la Cámara fue miembro de la Comisión VI y de la Comisión VII.
Fue secretario de Desarrollo Agropecuario de Risaralda durante la administración del gobernador Sigifredo Salazar Osorio. En las elecciones regionales de 2019, fue candidato a Gobernador por el Partido Conservador, así como con el apoyo del Partido Liberal y el Partido Político MIRA, sin éxito. Como resultado de haber quedado segundo en aquellos comicios, se convirtió en miembro de la Asamblea Departamental de Risaralda.